# Валянівський
Валья́нівський — вантажно-пасажирська залізнична станція Луганської дирекції Донецької залізниці.
Розташована у селищі Валянівськ, Ровеньківська міська рада, Луганській області на лінії Дебальцеве — Красна Могила між станціями Дар'ївка (5 км) та Довжанська (8 км).

## Діяльність
На станції здійснюються прийом і видача вантажів, що допускаються до зберігання на відкритих майданчиках станцій, а також продаж пасажирських квитків, прийом і видача багажу.
Через військову агресію Росії на сході Україні транспортне сполучення припинене, водночас на середину листопада 2018 р. двічі на день курсує 2 пари електропоїздів сполученням Фащівка — Красна Могила, що підтверджує сайт Яндекс.